# Pedro Pascual Segura
Pedro Pascual Segura (Mendoza, 1802 - ib., 1865) fue un militar y político argentino, miembro del Partido Federal y gobernador de la provincia de Mendoza en los períodos 1845-1847, 1852-1856 y 1864-1865.

## Biografía
En su juventud fue vitivinicultor y ganadero, y en 1824 albergó en su casa al canónigo Giovanni María Mastai Ferretti, enviado papal. Años más tarde, este sería el papa Pío IX.
Al estallar la guerra civil de 1829 fue nombrado oficial de milicias, y participó en la guerra contra la Coalición del Norte en 1841. Ascendió al grado de teniente coronel en 1841, después de participar en la Batalla de Rodeo del Medio.
Era pariente del caudillo José Félix Aldao y – a su muerte – fue elegido para sucederlo como gobernador de su provincia el 10 de febrero de 1845. Durante su mandato tuvo un conflicto con el gobierno chileno, de modo que pidió ayuda a Juan Manuel de Rosas, gobernador de la provincia de Buenos Aires y virtual gobernante de la Confederación Argentina. Hacendado y militar educado y de carácter firme, y le dio a su provincia un gobierno ordenado, después de las inútiles crueldades de Aldao. Permitió volver a algunos emigrados unitarios.
En 1847 escribió al Papa para solicitarle que erigiera una diócesis en su provincia, que en esa época dependía de la diócesis de San Juan. Por esa razón, Bernardo de Irigoyen, embajador argentino en Chile, que estaba residiendo en Mendoza, organizó un golpe de Estado por el cual Segura fue depuesto el 4 de abril de 1847, reemplazado por un oscuro comandante local, Alejo Mallea. Se retiró a una finca en los alrededores de Mendoza y no fue molestado.
Al llegar a Mendoza la noticia de la batalla de Caseros, la legislatura decidió que Mallea estaba demasiado identificado con el derrotado Rosas, por lo que lo depuso. En su lugar fue elegido Segura, que en sus documentos oficiales dejó claro que consideraba que estaba continuando su primer gobierno. Asumió el mando el 3 de marzo de 1852, y se negó a prestar juramento, ya que consideró que el anterior era válido.
Firmó el Acuerdo de San Nicolás y poco después la legislatura lo ascendió al grado de general. Llevó adelante un gobierno moderado, y prohibió el uso de símbolos partidarios, adoptando oficialmente la bandera nacional como única que debía ser usada en la provincia; colaboró en la reposición en el gobierno de la vecina San Juan del general Nazario Benavídez. Autorizó la entrada de moneda de cobre chilena; estableció una nueva imprenta del estado; hizo jurar la Constitución argentina de 1853. Se destacó por realizar numerosas visitas al interior de la provincia. Fundó escuelas y colegios, tribunales, penitenciaría, etc.
Hizo sancionar la primera constitución provincial, y renunció a fines de 1855 su gobierno, llamando a elecciones. El 22 de febrero de 1856 entregó el mando a su sucesor, Juan Cornelio Moyano. Se trasladó a Paraná, capital de la Confederación Argentina, donde prestó servicios militares y diplomáticos a los presidentes Urquiza y Derqui. Volvió a su provincia para prestar ayuda tras el terremoto de marzo de 1861. Durante la crisis que culminó en la batalla de Pavón y la invasión de las fuerzas porteñas a las provincias del interior, se mantuvo prescindente en materia política.
Fue ministro de gobierno del gobernador Luis Molina, y luego de Carlos González. Cuando este pidió licencia para atender sus negocios, lo reemplazó interinamente por poco más de tres meses, desde el 29 de noviembre de 1864 hasta febrero de 1865.
Falleció en Mendoza a mediados de 1865.
| Predecesor: Celedonio de la Cuesta (provisional) | Gobernador de la Provincia de Mendoza (1.º mandato) 1845 - 1847     | Sucesor: Alejo Mallea         |
| Predecesor: Alejo Mallea                         | Interventor Federal (2.º mandato - provisional) 1852 - 1856         | Sucesor: Juan Cornelio Moyano |
| Predecesor: Carlos González                      | Gobernador de la Provincia de Mendoza (3.º mandato - interino) 1864 | Sucesor: Carlos González      |